# Childers
Childers är en ort i Australien. Den ligger i kommunen Bundaberg och delstaten Queensland, omkring 260 kilometer norr om delstatshuvudstaden Brisbane. Antalet invånare är 1 410.
Runt Childers är det mycket glesbefolkat, med 3 invånare per kvadratkilometer.. Det finns inga andra samhällen i närheten.
I omgivningarna runt Childers växer huvudsakligen savannskog. Genomsnittlig årsnederbörd är 1 178 millimeter. Den regnigaste månaden är mars, med i genomsnitt 261 mm nederbörd, och den torraste är september, med 20 mm nederbörd.